# MBŁA-S Stierch
mBŁA-S Stierch (ros.  мБЛА-С «Стерх») – rosyjski bezzałogowy wielozadaniowy statek powietrzny (UAV – Unmanned Aerial Vehicle).

## Historia
Dron został opracowany przez Przedsiębiorstwo Badawczo-Produkcyjne „Radar MMS” (ros. АО Научно-производственное предприятие "Радар ММС"). Jest przeznaczony do prowadzenia monitoringu rozległych obszarów ziemnych i wodnych, oceny skutków klęsk żywiołowych, koordynowania prac ratowniczych. 
Dron został przetestowany w zakresie wykonywania lotów w warunkach zakłócania jego kanałów sterujących oraz odpowiadających za przesył obrazu wideo i danych w czasie rzeczywistym. W zależności od wykonywanego zadania dron może przenosić wyposażenie pozwalające na obserwację terenu lub pozwalające na monitoring radiowy w zakresie fal krótkich, ultrakrótkich, ultra wielkiej częstotliwości i super wysokiej częstotliwości (zakres od 15 do 6000 MHz).
W 2010 r. dron został zaprezentowany podczas ćwiczeń ratowniczych prowadzonych w obwodzie leningradzkim. Przy jego wsparciu zlikwidowano wyciek ropy na rzece Newie oraz ugaszono pożar na statku. 